# Кобяково (посёлок, Одинцовский городской округ)
Кобяково — посёлок в Одинцовском городском округе Московской области России. Население 297 человек на 2006 год, в посёлке числятся 2 улицы и садовое товарищество. До 2006 года входил в состав Введенского сельского округа. После образования Одинцовского городского округа с целью исключения наличия у двух одноимённых населённых пунктов одинаковых категорий постановлением Губернатора Московской области № 649-ПГ от 27 декабря 2019 года деревня Кобяково бывшего сельского поселения Захаровское преобразована в посёлок.
Посёлок расположен на западе района, в 5 км южнее Звенигорода, на правом берегу малой реки Нахавня, высота центра над уровнем моря 185 м.
В XVI веке сельцо, с 10 дворами и деревянной Воскресенской церковью, принадлежало Борису Годунову, разорено в Смутное время, в писцовой книге 1623 года фигурирует, как пустошь Кобяково. Возрождено Голицыными в XVIII веке, по Экономическим примечаниям 1800 года в деревне было 16 дворов, 57 мужчин и столько же женщин. На 1852 год в деревне числилось 19 дворов, 57 душ мужского пола и 722 — женского, в 1890 году — 212 человек. По Всесоюзной переписи 17 декабря 1926 года числилось 65 хозяйств и 374 жителя, по переписи 1989 года — 141 хозяйств и 278 жителей.